# Norcross (Georgia)
Norcross es una ciudad ubicada en el condado de Gwinnett en el estado de Georgia, Estados Unidos. En 2010 tenía una población de 8.410 habitantes. La ciudad fue nombrada por Jonathan Norcross, exalcalde de la ciudad y funcionario ferroviario.

## Geografía
Norcross se encuentra ubicada en las coordenadas 33°56′19″N 84°12′31″O / 33.93861, -84.20861 (33.938551, -84.208630).
Según la Oficina del Censo, la localidad tiene un área total de 10,6 km² (4,1 mi²), de la cual 10,6 km² (4,1 mi²) es tierra y 0 km² (0 mi²) (0.00%) es agua.

## Demografía
Según la Oficina del Censo en 2000 los ingresos medios por hogar en la localidad eran de $44,728, y los ingresos medios por familia eran $42,893. Los hombres tenían unos ingresos medios de $26,485 frente a los $27,347 para las mujeres. La renta per cápita para la localidad era de $18,573. 